# Igor Levit

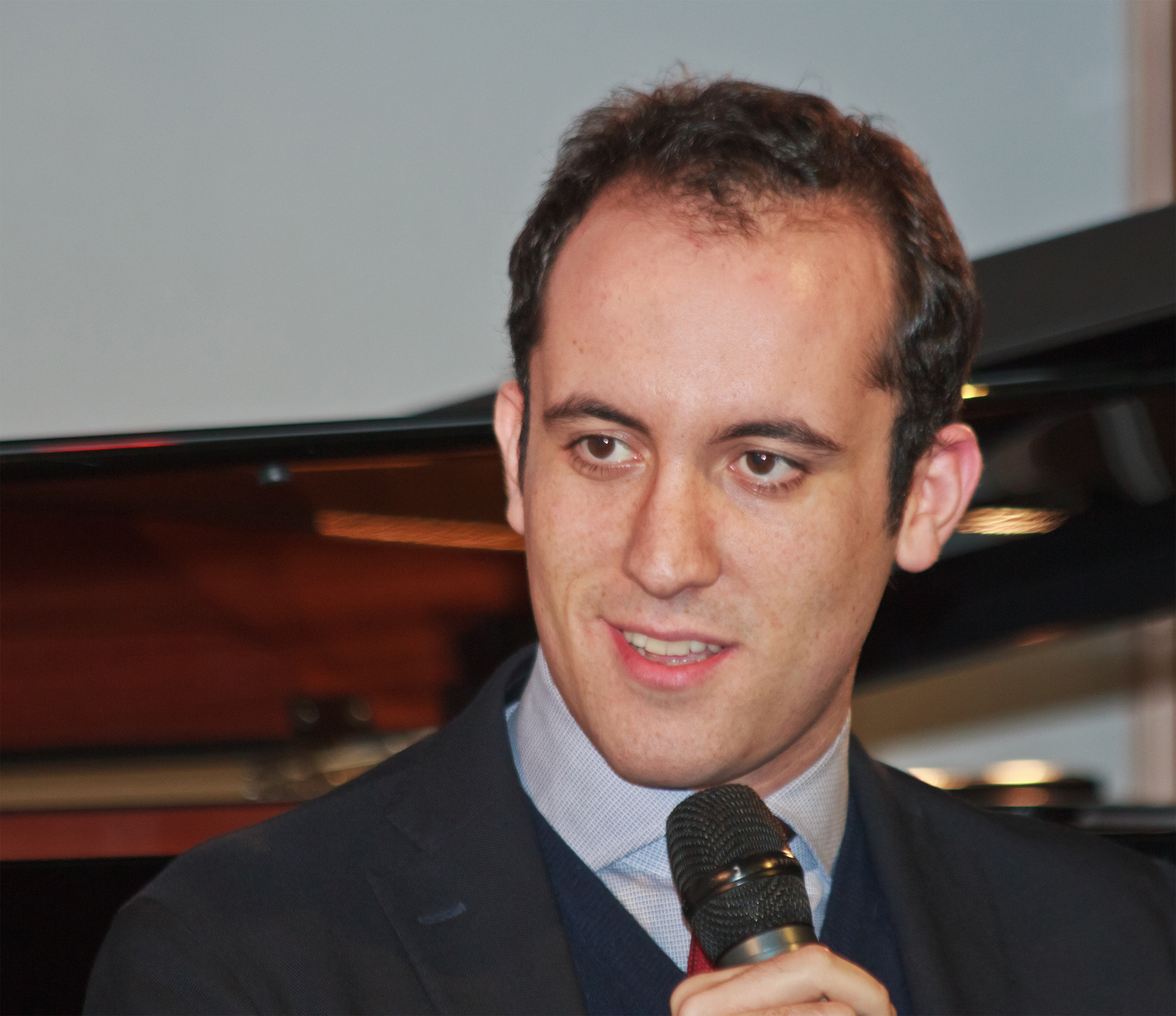
Igor Levit en 2013

Igor Levit (del ruso: Игорь Левит), nacido en 1987 en Gorki (ahora Nizhni Nóvgorod) es un pianista ruso nacionalizado alemán.

## Trayectoria
Levit empezó a tocar el piano a la edad de tres años y como niño tuvo sus primeros éxitos en conciertos en su ciudad natal de Nizhni Nóvgorod. Su familia se trasladó a Hanover en 1995. En 1999-2000, estudia en el Mozarteum en Salzburg con Hans Leygraf y en 2000-2010 en el Hochschule für Musik, Teatro und Medien Hannover con Karl-Heinz Kammerling, Matti Raekallio y Bernd Goetzke.
Levit ha actuado en salas de concierto importantes y festivales de música alrededor del mundo. Durante sus estudios ganó varios premios internacionales, incluyendo el segundo premio en el Grand Prix Internacional María Callas, Atenas (2004), el primer premio en la Competición de la Academia de Piano Internacional en Hamamatsu (2004), la medalla de plata y tres premios más en la Arthur Rubinstein Piano Internacional Competition en Tel Aviv (2005), y el Premio Luitpold para artistas jóvenes en el Festival Kissinger Sommer en Bad Kissingen (2009). En octubre de 2011 aparece en un documental de 45 minutos sobre su amor a la música de Franz Liszt. 
Ha sido nombrado profesor en la Hochschule für Musik, Theater und Medien Hannover (Universidad de Música, Drama y Medios de Comunicación de Hannover) a partir del semestre de invierno 2019/2020.
Durante la pandemia de coronavirus de 2020, Levit ofreció una serie de 50 "conciertos en casa" en Twitter e Instagram desde el 12 de marzo. La mayoría de estos fueron transmitidos en vivo desde su apartamento de Berlín. Después de esta serie, ofreció una presentación en vivo de 15 horas de Vexations de Eric Satie la noche del 30 al 31 de mayo de 2020, que también se transmitió por Internet.
En junio de 2021 fue solista en el concierto de la noche de verano de la Filarmónica de Viena frente al Palacio de Schönbrunn, que se transmitió a todo el mundo, dirigido por Daniel Harding. El 31 de julio de 2021 se ganó una ovación de pie con un programa de Beethoven-Schubert-Prokófiev en el Festival de Salzburgo, donde ofrece conciertos en solitario desde 2017. El concierto tuvo lugar en el Gran Salón de Festivales. Unos días más tarde, también en Salzburgo, sustituyó a Martha Argerich y se hizo cargo de la parte de piano en el concierto solista del violinista Renaud Capuçon.

## Discografía
En 2013, Levit publicó su álbum de debut, un CD doble con las últimas sonatas de piano de Beethoven (Nos. 28 a 32), en Sony. Su segundo álbum, fue un registro de las seis partitas para teclado, de Bach que fue nombrado por la Revista Gramophone grabación del mes de octubre de 2014. Su tercer álbum, un CD triple conjunto de las de Variaciones Goldberg,de Bach, las Variaciones Diabelli de Beethoven y The People United Will Never Be Defeated! de Rzewski fue publicado en octubre de 2015. Su cuarto álbum fue un conjunto de 2 CD lanzado en 2018 titulado Life, que incluye obras de Busoni, Bach, Schumann, Rzewski, Wagner, Liszt y Bill Evans. Fue la respuesta de Levit a la muerte de su mejor amigo, el artista alemán Hannes Malte Mahler, quien murió en un accidente de bicicleta en 2016.
En 2019 Sony Classical lanzó sus grabaciones de las sonatas completas para piano de Beethoven. Levit fue nombrado Artista del año 2020 de Gramophone. Su grabación On DSCH, que combina los 24 Preludios y Fugas, Op.87 de Shostakovich con la épica Passacaglia de Ronald Stevenson, fue emitida por Sony en 2021.

## Conciertos desde casa durante la pandemia de 2020[14]
1. 12 de marzo de 2020: Sonata para piano n.º 21 en do mayor, op. 53 'Waldstein' de Beethoven
2. 13 de marzo de 2020: ¡El pueblo unido de Frederic Rzewski nunca será derrotado!
3. 14 de marzo de 2020: Chacona de Bach en una transcripción para mano izquierda de Brahms[15]
4. 15 de marzo de 2020: Sonata para piano n.º 23 en fa menor, op. 57 'Appassionata' de Beethoven [16]
5. 17 de marzo de 2020: Sonata para piano n.º 14 en do sostenido menor "Quasi una fantasia" 'Moonlight' de Beethoven [17] [18]
6. 18 de marzo de 2020: Seis momentos musicales de Schubert [19]
7. 19 de marzo de 2020: Sonata para piano en si bemol mayor, D. 960 de Schubert [20]
8. 20 de marzo de 2020: Sonata para piano en la mayor, D. 959 de Schubert [21]
9. 21 de marzo de 2020: Fantasía en do mayor, op. 17 de Schumann [22]
10. 22 de marzo de 2020: Sonata para piano n.º 2 en si menor, op. 61 de Shostakovich [23]
11. 23 de marzo de 2020: Sonata para piano n.º 31 en la bemol mayor, op. 110 de Beethoven [24]
12. 24 de marzo de 2020: Arreglos de Nun komm 'der heiden Heiland, BWV 659, e Ich ruf zu dir, Herr Jesu Christ, BWV 639 de Bach; y Berceuse, BV 252 y Fantasia nach, BV 253 J. S. Bach de Busoni [25]
13. 25 de marzo de 2020: Sonata para piano n.º 17 en re menor, op. 31/2 'Tempestad' de Beethoven [26]
14. 28 de marzo de 2020: Sonata para piano n.º 17 en si bemol mayor, K. 570 de Mozart [27] [28]
15. 29 de marzo de 2020: Transcripciones de Adagietto de Mahler, "And So It Goes" de Billy Joel, "A Mensch" de Frederic Rzewski y "Danny Boy" de Frederic Weatherly [29]
16. 30 de marzo de 2020: Sonata para piano n.º 18 en mi bemol mayor, op. 31/3 de Beethoven [30]
17. 31 de marzo de 2020: Sonetto 123 de Petrarca en la bemol mayor de Liszt; Intermezzo en la mayor Op. 118/2 de Brahms; y la transcripción de "Isoldens Liebestod" de Wagner hecha por Liszt [31]
18. 1 de abril de 2020: Impromptu n.º 3 en sol bemol mayor y Allegretto en do menor, D. 915 de Schubert; Balada en si mayor, op. 4/10 de Brahms [32]
19. 2 de abril de 2020: Sonata para piano n.º 21 en do mayor, op. 53 'Waldstein' de Beethoven, transmitido desde la sala de conciertos Schloss Bellevue [6] [33]
20. 3 de abril de 2020: Dos de las Canciones sin palabras de Mendelssohn; "Luiza" de Jobim; "Du bist wie eine Blume [de]" de Schumann; y "Stars" de Janis Ian [34]
21. 4 de abril de 2020: "Noches de Moscú" de Solovyov-Sedoi y Matusovsky; Rhapsody in Blue de Gershwin [35]
22. 5 de abril de 2020: Las estaciones de Tchaikovsky (excepto "Septiembre") [36]
23. 6 de abril de 2020: "Septiembre" de Tchaikovsky (de Las estaciones); Sonata para piano n.º 8 en do menor, op. 13 'Patética' de Beethoven [37]
24. 7 de abril de 2020: Gnossienne n.º 3 y Gymnopédie n.º 1 de Satie; "Valentine" de Fred Hersch; y "Rondo alla ingharese quasi un capriccio" en sol mayor, op. 129 ('Furia por un centavo perdido') de Beethoven [38]
25. 8 de abril de 2020: 24 Preludios Op. 34 [39]
26. 9 de abril de 2020: Tres de rags de Scott Joplin; [40] "Graceful Ghost Rag" de Bolcom; "Melodía húngara" de Schubert; y "For Cornelius" de Curran [41]
27. 10 de abril de 2020: "Guernica" de Dessau; "¿De qué lado estás?" De Rzewski; y Variaciones Thälmann de Cardew [42]
28. 11 de abril de 2020: "Il penseroso" de Liszt en do sostenido menor y Dante Sonata en re menor [43]
29. 12 de abril de 2020: Sonata para piano n.° 32 de Beethoven en do menor, op. 111 [44]
30. 13 de abril de 2020: Variaciones Diabelli de Beethoven, op. 120 [45]
31. 14 de abril de 2020: las 6 variaciones en fa mayor, op. 34; y Sonata para piano n.º 6 en fa mayor, op. 2/10 de Beethoven [46]
32. 15 de abril de 2020: Sonata para piano n.° 26 de Beethoven en mi bemol mayor, op. 81a («les Adieux») [47]
33. 17 de abril de 2020: [48] "Cuadros de una exposición" de Músorgski [49]
34. 18 de abril de 2020: Arabeske en do mayor, Op. 18 de Schumann; transcripción [50] del Adagio de la Sinfonía n.º 10 de Mahler [51]
35. 19 de abril de 2020: "Contrapunctus I" de Bach de El arte de la fuga; Fantasia contrappuntistica de Busoni [52]
36. 20 de abril de 2020: Passacaglia de Stevenson en DSCH [53]
37. 21 de abril de 2020: Preludio n.º 8 de Alkan en la bemol menor, op. 31 ('La canción de la loca a la orilla del mar'); "Suite 1922" de Hindemith [54]
38. 22 de abril de 2020: Sonata para piano n.º 23 de Beethoven en fa menor, op. 57 ('Appassionata') [55]
39. 23 de abril de 2020: "Feierlicher Marsch zum heiligen Gral aus Parsifal" de Liszt, S. 450; Sonata para piano n.º 7 de Prokófiev en si bemol mayor, op. 83 [56]
40. 24 de abril de 2020: "O du mein holder Abendstern" de Liszt, S. 444; Sonata para piano n.º 4 de Prokófiev en do menor, op. 29 [57]
41. 25 de abril de 2020: paráfrasis de Liszt de "Valhalla" (de Das Rheingold de Wagner); Sonata para piano n.º 9 de Prokófiev en do mayor, op. 103 [58]
42. 26 de abril de 2020: Tema y variaciones en mi bemol mayor de Schumann para piano ('Geistervariationen'); "Palais de Mari" de Feldman [59]
43. 27 de abril de 2020: "Variaciones y fuga sobre un tema de J.S. Bach" de Reger, op. 81 [60]
44. 28 de abril de 2020: Sonata para piano n.º 2 de Beethoven en la mayor, op. 2/2 [61]
45. 29 de abril de 2020: Tres de las canciones sin palabras de Mendelssohn; Las antigüedades Six épigraphes de Debussy; Segundo movimiento de la Sonata para piano de Schubert en La mayor, D. 664 [62]
46. 30 de abril de 2020: Ländler de Beethoven; [63] Sonata para piano n.º 30 de Beethoven en mi mayor, op. 109; Scherzo n.º 3 de Chopin en do sostenido menor, op. 39 [64]
47. 2 de mayo de 2020: [65] Variaciones Goldberg de Bach, BWV 988 [66]
48. 3 de mayo de 2020: Seis de los preludios corales de Brahms, op. 122 (transcrito por Busoni) [67]
49. 4 de mayo de 2020: [68] Sonata para piano n.º 16 de Beethoven en sol mayor, op. 14/2; Sonata para piano n.º 27 de Beethoven en mi menor, op. 90 [69]
50. 24 de mayo de 2020: [70] Diez preludios del coral de Bach (transcritos por Busoni (BV B 27)) [71]